# Came à rainure

Came à rainure : lorsque le chariot porte-came se translate en y, il entraîne le galet suiveur en x.

Une came à rainure est une came pour laquelle le galet suiveur passe dans une rainure. Le galet est alternativement en contact avec un « bord » de la rainure (un profil), puis avec l'autre.
L'avantage de ce type de came est qu'il n'est pas nécessaire d'exercer un effort sur le galet pour le maintenir en contact avec un des profils. L'inconvénient est que lorsque le galet change de profil (croisement), son sens de rotation s'inverse brusquement. Il s'ensuit du patinage qui provoque une usure importante du galet et une sollicitation de la came. On peut éviter cet inconvénient en utilisant des cames conjuguées.
Dans l'exemple ci-contre, le galet est en contact avec le profil de gauche sur la première moitié du mouvement ; la came pousse le galet vers les x positifs, on est dans une phase d'accélération. Arrivé au milieu, la rainure présente une inversion de la courbure (point d'inflexion) ; le galet décolle du profil de gauche et vient en contact avec le profil de droite. La came pousse alors le galet dans le sens des x négatif, ce qui correspond à la phase de freinage.
La croix de Malte est une came à rainure pour laquelle c'est le suiveur qui actionne la came.